# Університетська система документації

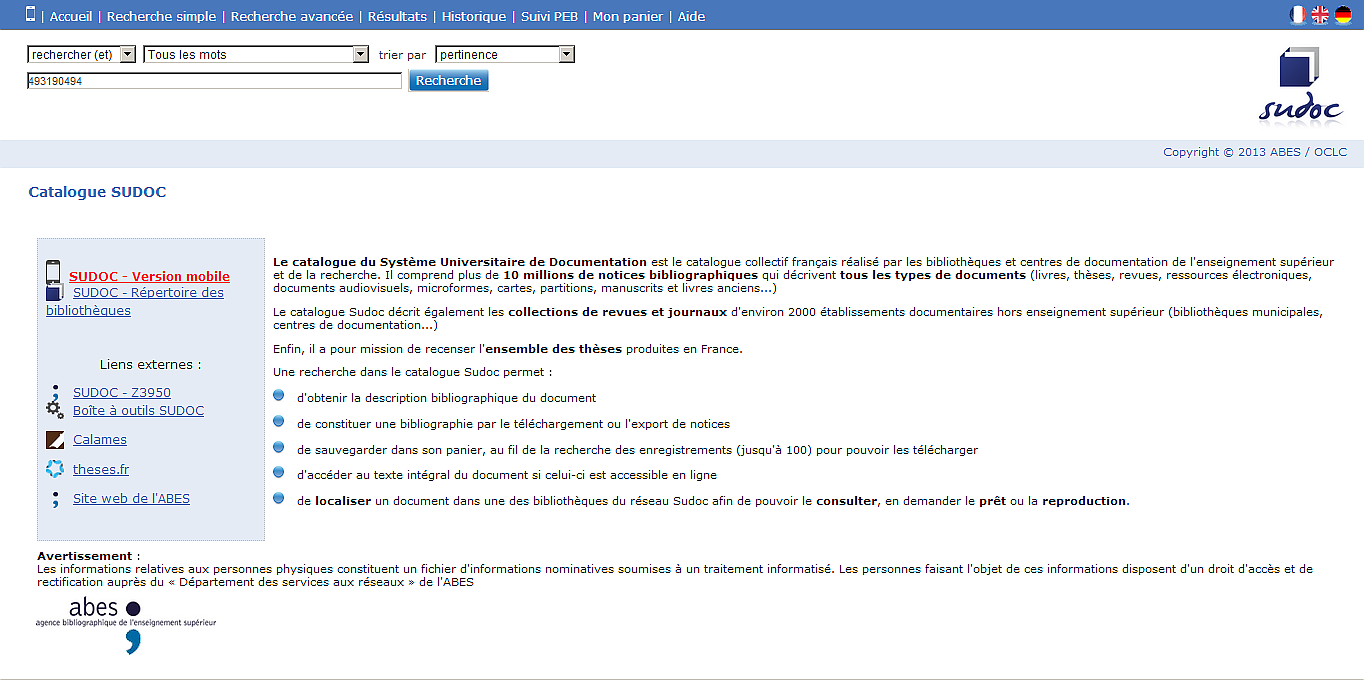
Скріншот з Університетської системи документації (SUDOC)

Університетська система документації (фр. Système Universitaire de Documentation, SUDOC) є зведеною бібліографічною базою даних (каталогом) університетів та інших вищих навчальних закладів Франції, науково-дослідних бібліотек і близько 3400 ресурсних центрів документації. Каталог було створено у 1999 році.
Станом на вересень 2011 року каталог включав близько 10 мільйонів бібліографічних записів, що описують усі види документів — монографії, дисертації, періодичні видання в цілому, статті, рукописи, аудіовізуальні документи, карти, ноти, старі книги, спеціальні види документів, електронні ресурси.
SUDOC перебуває під управлінням Бібліографічного агентства з вищої освіти (фр. Agence bibliographique de l'enseignement supérieur, ABES).
SUDOC є частиною віртуального базового проєкту Віртуальний міжнародний авторитетний файл (VIAF).